# О’Донован, Джон Фрэнсис
Джон Фрэнсис О’Донован (англ. John Francis O’Donovan, ум. 5 ноября 1999) — ирландский шахматист.
В составе сборной Ирландии участник шахматной олимпиады 1939 г. В этом соревновании он выступал на 2-й доске (после Дж. О’Хэнлона). Всего на олимпиаде он сыграл 16 партий, из которых 7 выиграл (у С. Моралеса, Н. Понсе, Э. Рояна, У. Кордовы, А. Дуланто, Б. Мёллера и Х. Диаса Переса), 4 свел вничью (с А. Аусгейрссоном, А. де Гроотом, Э. Ротунно и Дж. Моррисоном) и 5 проиграл (Л. Пьяццини, К. Поульсену, П. Вайтонису, Г. Вассо и А. Цветкову).
После завершения олимпиады в связи с началом Второй мировой войны остался в Аргентине.